# Berasino

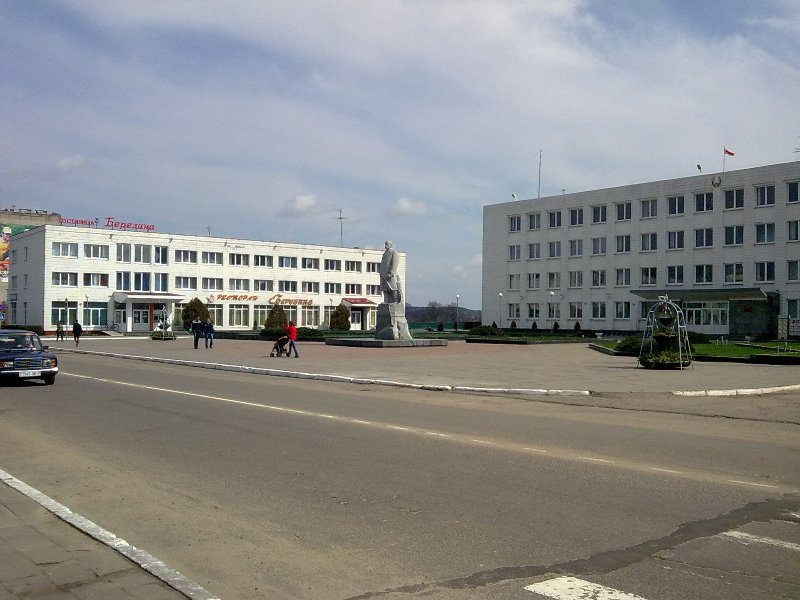
Berasino (2012)

Berasino bzw. Beresino (belarussisch Беразіно/Berasino; russisch Березино/Beresino) auch als Bjaresan (Бярэзань) bekannt, ist eine Stadt an der Beresina in der Minskaja Woblasz in Belarus. Berasino hat 14.000 Einwohner.

## Geschichte
Obwohl darüber keine gesicherten Dokumente vorliegen, wird angenommen, dass zur Zeit der Kiewer Rus eine Handelsstätte am Fluss Beresina am historischen Weg von den Warägern zu den Griechen angelegt wurde. Die erste Chronik einer Besiedlung stammt aus dem Jahr 1501, das als Gründungsdatum gilt.
In der Mitte des 16. Jahrhunderts war Berasino im Besitz einer der mächtigsten Dynastien in Polen-Litauen: der Adelsfamilie Sapieha, die weite Gebiete im zentralen Belarus kontrollierte. 1641 erbaute Kazimierz Lew Sapieha eine katholische Holzkirche. Im Russisch-Polnischen Krieg wurde die Stadt 1655 für kurze Zeit von russisch-kosakischen Kräften eingenommen, jedoch bald wieder zurückgegeben und wurde Teil der Woiwodschaft Minsk.
Im Zuge der Teilungen Polens fiel die Stadt 1793 an das Russische Kaiserreich. Während Napoleons Russlandfeldzug 1812 war die Stadt unter französisch/polnischem Kommando, als Napoleons erfolgloser Vorstoß auf Moskau von General Barclay de Tolly gestoppt wurde.
In der zweiten Hälfte des 19. Jahrhunderts entwickelte sich die Stadt wirtschaftlich. 1897 wurden hier 4871 Einwohner gezählt, von denen 3377 Juden waren. Bis zum Beginn des Ersten Weltkriegs entwickelte sich der Flusshafen, auf dem vor allem Salz und Holz den Fluss hinunterbefördert wurden. 1893 errichtete die Familie Potocki, bis 1920 Besitzerin des Ortes, eine Wodka-Brennerei, bis heute das einträglichste Unternehmen der Stadt.
Nach der Oktoberrevolution, während des Russischen Bürgerkriegs und des Polnisch-Sowjetischen Krieges, wechselte die Stadt mehrmals den Besitzer und war jeweils von deutschem bzw. polnischem Militär besetzt, bis sie im Juni 1920 Teil der Weißrussischen Sozialistischen Sowjetrepublik wurde. In der Zwischenkriegszeit fand eine Massenindustrialisierung statt, und die Bevölkerung wuchs von 2968 im Jahre 1930 auf 4800 im Jahre 1939.
Im Zweiten Weltkrieg wurde die Stadt vom nationalsozialistischen Deutschland besetzt. Die jüdische Bevölkerung fiel dem Holocaust zum Opfer. Am 3. Juli 1944 wurde die Stadt in der Operation Bagration von der 2. Weißrussischen Front befreit. Am 7. Juli 1968 erhielt der Ort Stadtrechte.

## Söhne und Töchter der Stadt
- Alexander Parvus (1867–1924), russischer Revolutionär und deutscher Sozialdemokrat
- Hanna Rovina (1889–1980), israelische Schauspielerin
- Waljanzina Smirnowa (* 1958), Radrennfahrerin